# فندق كوبا الوطني
فندق كوبا الوطني أو فندق ناسيونال دي كوبا (بالإسبانية: Hotel Nacional de Cuba)، هو فندق تاريخي مبني على الطراز الإسباني الانتقائي يقع في هافانا عاصمة دولة كوبا. افتُتح الفندق سنة 1930، ويقع على الواجهة البحرية لمنطقة فيدادو على تلة تاغانانا.

## تاريخ

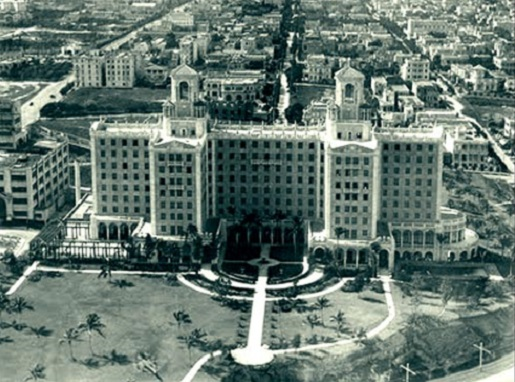
فندق كوبا الوطني حوالي سنة 1933.

### التصميم والبناء

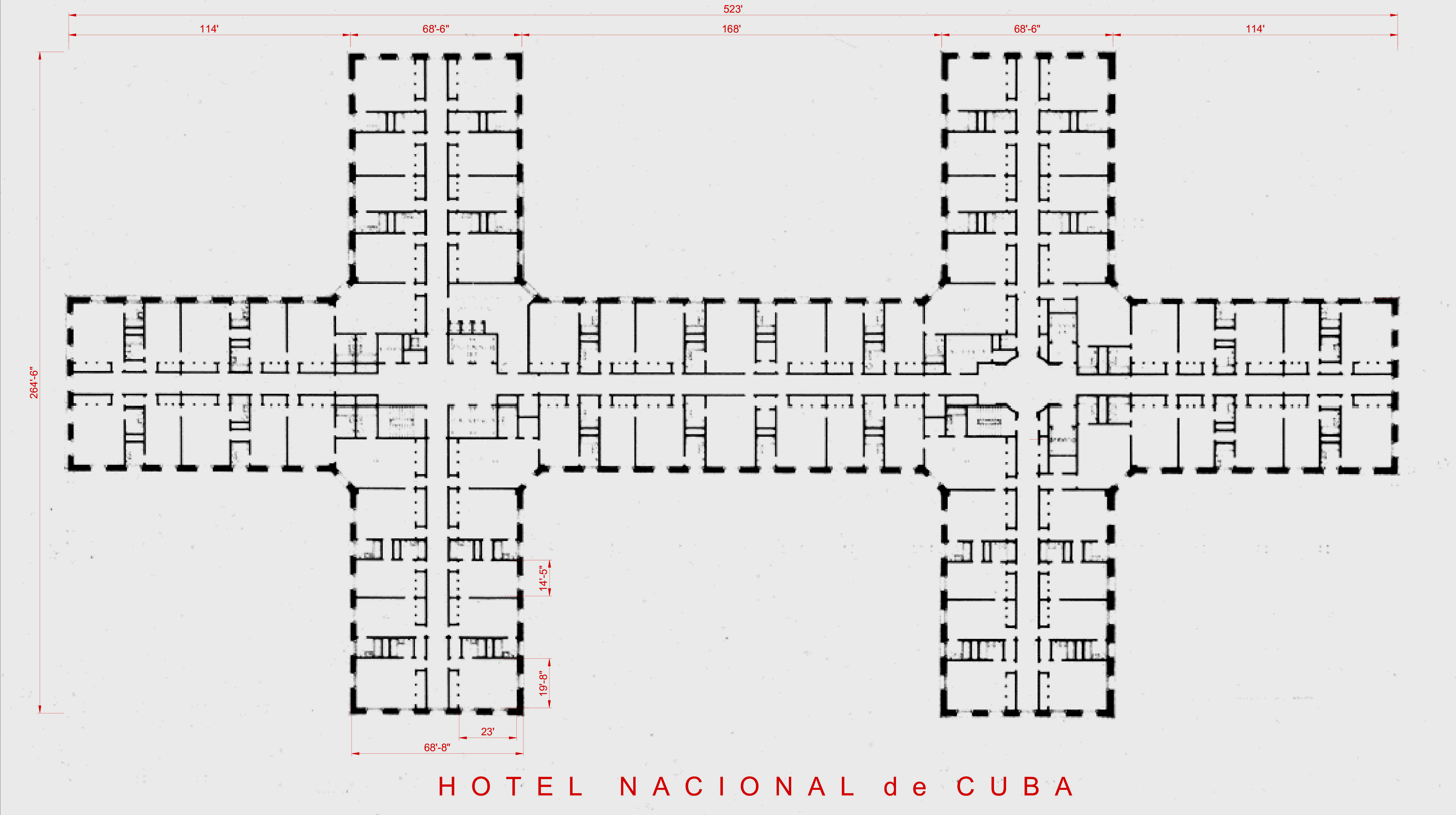
مخطط نموذجي لطوابق الفندق.

صُمم فندق ناسيونال دي كوبا من قبل شركة مكيم ميد آند وايت للهندسة المعمارية، ومول بنك المدينة الوطني في نيويورك المشروع. اكتملت أعمال تشييد الفندق في خلال أربعة عشر شهرًا بواسطة شركة شركة الهندسة الأمريكية بيوردي آند هندرسون. جُمع في تصميم الفندق بين عدة طرازات معمارية مُختلفة، أبرزها كان الإسباني والروماني والمغاربي والفن الزخرفي.
مكن تصميم الفندق من منح غالبية الغُرف إطلالة على المحيط. يتألف مبنى الفندق من 6 طوابق بها 74 غرفة، وتبلغ مساحة الطابق الواحد 63،641 قدما مربعا. أما الطابق الثامن (الطابق العلوي) فيحتوي على 66 غرفة بمساحة إجمالية تبلغ 50325 قدم مربع. هيكل مبنى الفندق عبارة عن إطار فولاذي، في حين أن العناصر الزخرفية بما في ذلك تفاصيل الطابق الأرضي والأعمدة وواجهات الجدران وغالبية الأرصفة هي من الحجر المرجاني.

### السنوات الأولى
افتُتح الفندق باسم الفندق الوطني لكوبا في 30 ديسمبر 1930، وقد كان حينها تحت إدارة مُدراء أمريكيين، هُم نفسهم من كانوا يديرون فندق بلازا وفندق سافوي بلازا وفندق فيرمونت كوبلاي بلازا. في تلك الفترة، كانت كوبا وجهة سفر رئيسية لدى المُواطنين الأمريكيين.
في 1933، وبعد الثورة الكوبية لتلك السنة التي قادها فولغنسيو باتيستا في 4 سبتمبر ضد الحكومة الانتقالية، كان فندق ناسيونال دي كوبا مقر إقامة سومنر ويلز، وهو مبعوث خاص أرسله الرئيس الأمريكي فرانكلين روزفلت للتوسط في تلك الأزمة. بعد فترة وجيزة، وفي 2-3 أكتوبر 1933، كان الفندق موقع حصار دموي سُمي تاريخيا باسم معركة فندق كوبا الوطني. جرت هذه المواجهة بين ضُباط من الجيش الكوبي كانوا مُختبئين في الفندق، ولعبوا دورًا أساسيًا في الإطاحة بجيراردو ماتشادو، لكنهم عارضوا باتيستا، وبين ضُباط آخرين ورتب أخرى في الجيش الكوبي دعموا هذا الأخير. خلف هذا الهجوم على الفندق مقتل أكثر من أربعين شخصا وأُلحقت أضرار جسيمة بالمبنى.
رُمم الفندق الوطني بعد فترة وجيزة وأعيد افتتاحه. في 1939، غُير اسم الفندق إلى فندق كوبا الوطني أو فندق ناسيونال دي كوبا. استحوذ المُطور العقاري آرنولد كيركبي على الفندق في يوليو 1943، وقام بتشغيله لأكثر من عقد كجُزء من سلسلة فنادق كيركيبي.

### مؤتمر هافانا
في 20 ديسمبر 1946، استضاف الفندق مؤتمر هافانا، وهو اجتماع بين زُعماء عصابات، أبرز من حضره كان لاكي لوتشيانو وماير لانسكي وسانتو ترافيكانتي جونيور وفرانك كوستيلو وألبرت أناستاسيا وفيتو جينوفيز والكثير غيرهم. قام فرانسيس فورد كوبولا بتجسيد المُؤتمر في فيلمه العراب: الجزء الثاني.
كان المندوبون الحاضرين بالمُؤتمر يُمثلون مُدن نيويورك ونيوجيرسي وبافالو وشيكاغو ونيو أورلينز وفلوريدا، وقد كان أكبر وفد من منطقة نيويورك ونيوجيرسي. حضر العديد من الرؤساء الرئيسيين في النقابة اليهودية المؤتمر لمناقشة الأعمال المشتركة لنقابة لا كوسا نوسترا اليهودية. وفقًا لقواعد المؤتمر، لم يكن بإمكان المندوبين اليهود التصويت على قوانين أو سياسات كوزا نوسترا. لكن مع ذلك، سُمح لزُعماء العصابات اليهود بالمشاركة في أي مشاريع تجارية مُشتركة، مثل فندق فلامينغو لاس فيغاس.
افتتح لوتشيانو مؤتمر هافانا من خلال مُناقشة موضوع من شأنه أن يؤثر بشكل كبير على سلطته داخل المافيا الأمريكية، وهذا الموضوع هُو منصب "كابو دي توتي كابي" أو "زعيم جميع الزعماء". كان سالفاتوري مارانزانو آخر من تولى هذا المنصب، وقد قُتل في سبتمبر 1931. بحلول نهاية سنة 1931، أزال لوتشيانو هذا المنصب الرفيع وأعاد تنظيم المافيا الإيطالية إلى "لا كوزا نوسترا" والتي تعني "هذا الشيء لنا". شكل لوتشيانو مجلس إدارة للمافيا سُمي باسم "اللجنة"، مُهمته الإشراف على أنشطة المافيا الإجرامية، وقواعد المراقبة داخلها، ووضع السياسات. وهكذا أصبحت لا كوزا نوسترا أكبر منظمة إجرامية داخل النقابة الوطنية للجريمة.
في 1932، كان بإمكان لوتشيانو إعلان نفسه بسهولة وريثًا لمارانزانو، لكن بدلاً من ذلك، قرر لوسيانو ممارسة السلطة من خلف الكواليس. استمر هذا الأمر على حاله حتى عودة فيتو جينوفيز من إيطاليا. بعد ترحيل لوتشيانو في 1946، كان فرانك كوستيلو حليف لوتشيانو القائم بأعمال زعيم عصابة عائلة لوتشيانو. نتيجة لهذا الأمر، بدأت التوترات بين أنصار كوستيلو وجينوفيز تتفاقم. لم يكن لدى لوتشيانو أي نية للتنحي عن منصب زعيم العصابة، لكنه أدرك أن جينوفيز يُهدد سلطته العامة ونفوذه داخل المافيا الأمريكية، وربما بدعم من زعماء العصابات الآخرين. لذلك قرر لوتشيانو إرجاع منصب زعيم جميع الزعماء وطالب به لنفسه. أعرب لوتشيانو عن أمله في أن يدعمه الزعماء الآخرون، إما عن طريق التأكيد رسميًا على المنصب له أو على الأقل من خلال الاعتراف بأنه لا يزال "الأول بين المتساوين".
في المؤتمر، قدم لوتشيانو مُقترحا للاحتفاظ بمنصبه كالزعيم الأعلى للاكوزا نوسترا. وقد قام ألبرت أناستاسيا حليف لوتشيانو بتأييد هذا المُقترح. صوّت أناستازيا لصالح لوتشيانو لأنه شعر بالتهديد من محاولات جينوفيز المتكررة السيطرة على بعض من مصالحه. بعد مُحاصرته من قبل تحالف لوتشيانو كوستيلو أناستاسيا، اضطر جينوفيز إلى التخلي عن طموحاته. ولإحراج جينوفيز أكثر، شجع لوتشيانو أناستاسيا وجينوفيز على تسوية خلافاتهما والمُصافحة أمام زعماء العصابات الآخرين. كان الهدف من هذه المُبادرة منع اندلاع حرب عصابات دموية أخرى على غرار حرب كاستيلاماريس في الفترة من 1930 إلى 1931.

### ذروة الخمسينيات

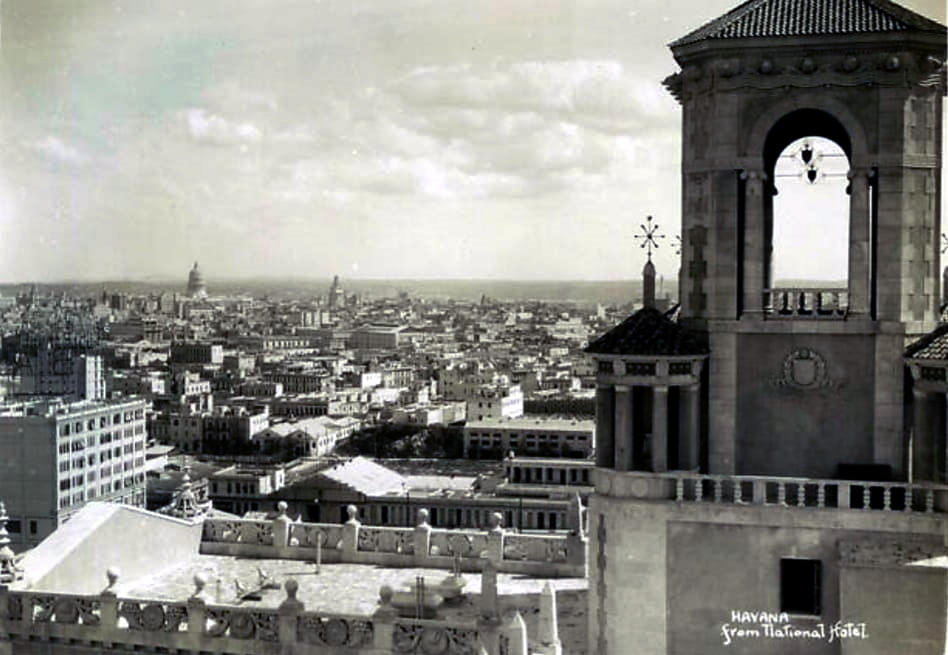
صورة تُوضح تفاصيل سقف برج فندق ناسيونال دي كوبا.

في سبتمبر 1955، باعت شركة فنادق كيركيبي فندق كوبا الوطني إلى شركة كوبية شُكلت حديثًا، هي شركة أنتركونتيننتال للفنادق، لكن مع تولي قسم أنتركونتيننتال للفنادق في شركة بان أمريكان الملكية الجزئية للفندق وإدارته أيضًا. كان ألفونس لاندا، وهو مُحامٍ بارز في واشنطن، مُمثل شركة بان أمريكان، وقد رتب أيضا لعُملاء وأصدقاء آخرين من أجل حُصولهم على مزيد من أسهم الفندق. امتلك ديف بيك رئيس تيمسترز وروي فرويهوف من شركة فرويهوف للمقطورات حصصا من الفندق لمُدة عامين على الأقل، لكن فرويهوف باع حصته من الفندق في مايو 1957. مع تولي فيدل كاسترو السلطة في كوبا، خسر المستثمرون الآخرون حصصهم من الفندق.

### ما بعد الثورة الكوبية
بعد الثورة الكوبية في يناير 1959، أُغلقت كازينوهات هافانا لفترة وجيزة، ولكن سرعان ما أعيد فتحها بعد احتجاجات من قبل عمال الكازينوهات الذين تركوا عملهم. عانى الفندق من خسائر مالية فادحة في الأشهر التي تلت الثورة. في 1959، أعلن قسم أنتركونتيننتال للفنادق في شركة بان أمريكان عن خسارة صافية لحقت بالشركة قدرها 154 ألف دولار، في مُقابل أرباح صافية قُدرت بحوالي 200 ألف دولار في 1958. قام فيدل كاسترو بتأميم الفندق في يونيو 1960، واستحوذ على ملكيته من شركة أنتركونتيننتال للفنادق، مما أدى إلى تكبد الشركة خسارة صافية قدرها 71 ألف دولار في تلك السنة. أغلق كاسترو كازينو الفندق في أكتوبر 1960.
خلال أزمة الصواريخ الكوبية، نُصبت مدافع مضادة للطائرات بقُرب الفندق، وبُنيت أيضا سلسلة واسعة من الأنفاق تحته، وهذه الأخيرة الآن مفتوحة أمام العموم في جولات بصُحبة مرشدين.
بعد سنوات من الإهمال بسبب تراجع عائدات قطاع السياحة في أعقاب الثورة، استُخدم الفندق بشكل أساسي لاستضافة الدبلوماسيين الزائرين والمسؤولين الحكوميين الأجانب. وبعد انهيار الاتحاد السوفياتي سنة 1991، اضطر الحزب الشيوعي الكوبي الحاكم لإعادة فتح كوبا أمام السياح والزوار الأجانب.

## ضيوف مشهورون
في 1956، تم التعاقد مع المغني نات كينغ كول لتقديم عروض في كوبا وأراد الإقامة في فندق ناسيونال دي كوبا، لكن لم يُسمح له بذلك، وقد كان الفندق قد رفض سابقا إقامة العديد من المشاهير السود، والذين كان من بينهم جو لويس وماريان أندرسون وجاكي روبنسون وجوزفين بيكر. على الرغم من منعه من الإقامة بالفندق، إلا أن كول قدم حفلاته كما هُو متعاقد عليه، وقد حققت نجاحًا كبيرًا. في العام الذي تلا ذلك، عاد كول إلى كوبا لإحياء حفل موسيقي آخر، وغنى العديد من الأغاني باللغة الإسبانية. يوجد الآن بالفندق تمثال للمُغني تكريما له.
في 1960 وفي أعقاب الثورة، أقام جون بول سارتر في الفندق رفقة زوجته الفيلسوفة سيمون دي بوفوار. أجرى الزوجان مقابلة مع تشي جيفارا، وبعد مغادرته أطلق الفندق اسم الفيلسوف على الغرفة التي مكث فيها.
على مدار أكثر من 80 عامًا من وجوده، أقام في فندق كوبا الوطني العديد من الشخصيات المُهمة، من بينهم فنانون ورياضيون ومُمثلون وكتاب، أمثال ونستون تشرشل ودوق ودوقة وندسور والرئيس جيمي كارتر والفنان فرانك سيناترا والممثلة أفا غاردنر والممثلة ريتا هايورث ولاعب كرة القاعدة ميكي مانتل والسباح جوني ويسمولر والممثل باستر كيتون والمغنيان خورخي نيغريت وأغوستين لارا والملاكم روكي مارسيانو والممثل تيرون باور والروائي رومولو جاليجوس والممثلين إيرول فلين وجون واين ومارلين ديتريش وغاري كوبر ومارلون براندو والكاتب إرنست همنغواي ورائد الفضاء يوري غاغارين والعالم ألكسندر فليمينغ والسياسي جيسي فينتورا وآخرون.

## معرض صور

فندق كوبا الوطني
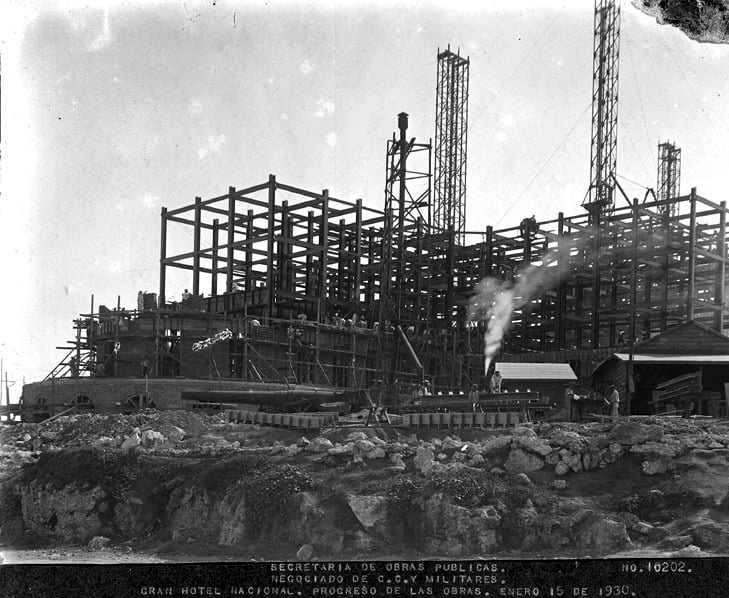
صورة لتقدم أشغال البناء.
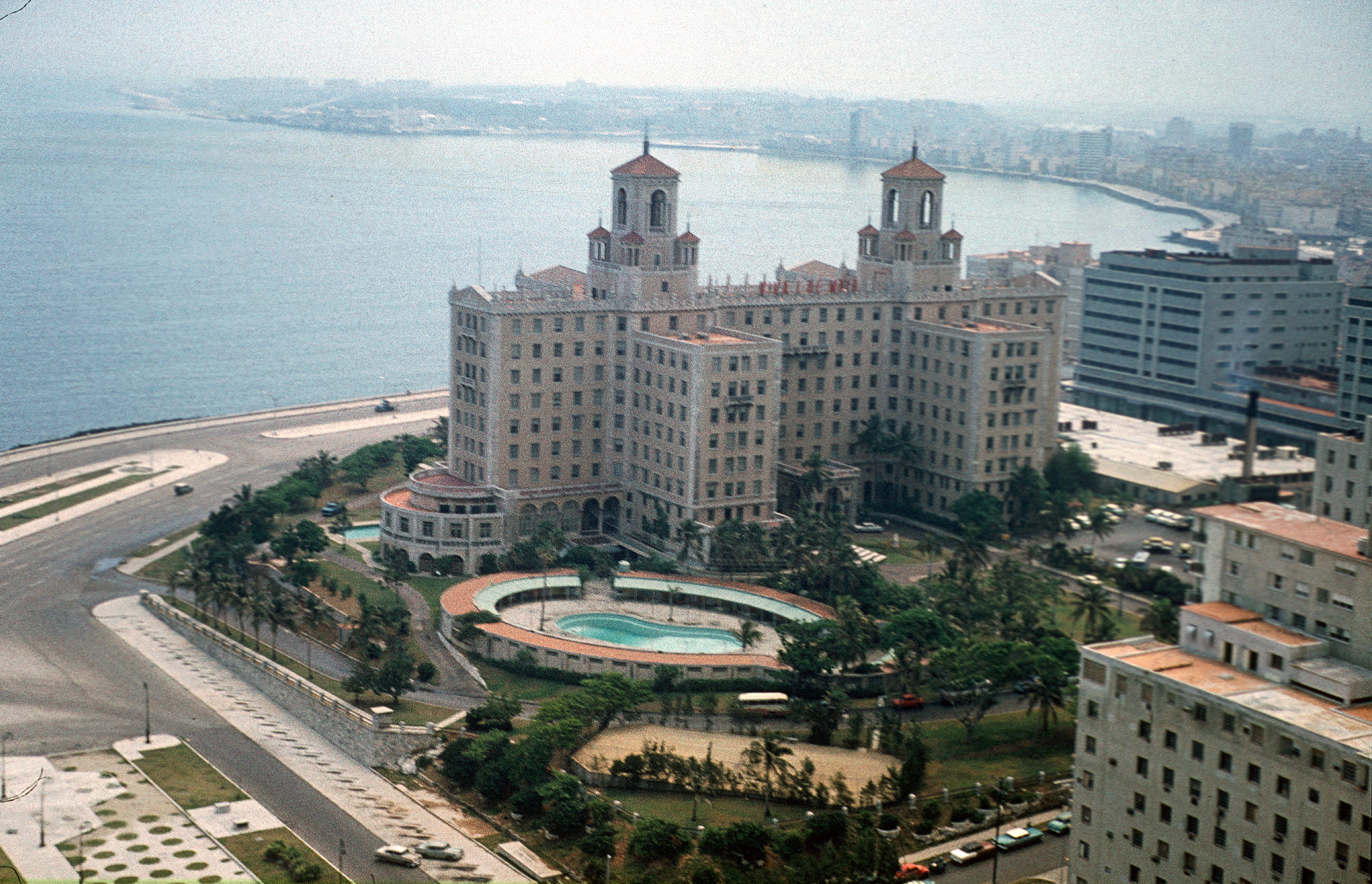
فندق كوبا الوطني في 1973.
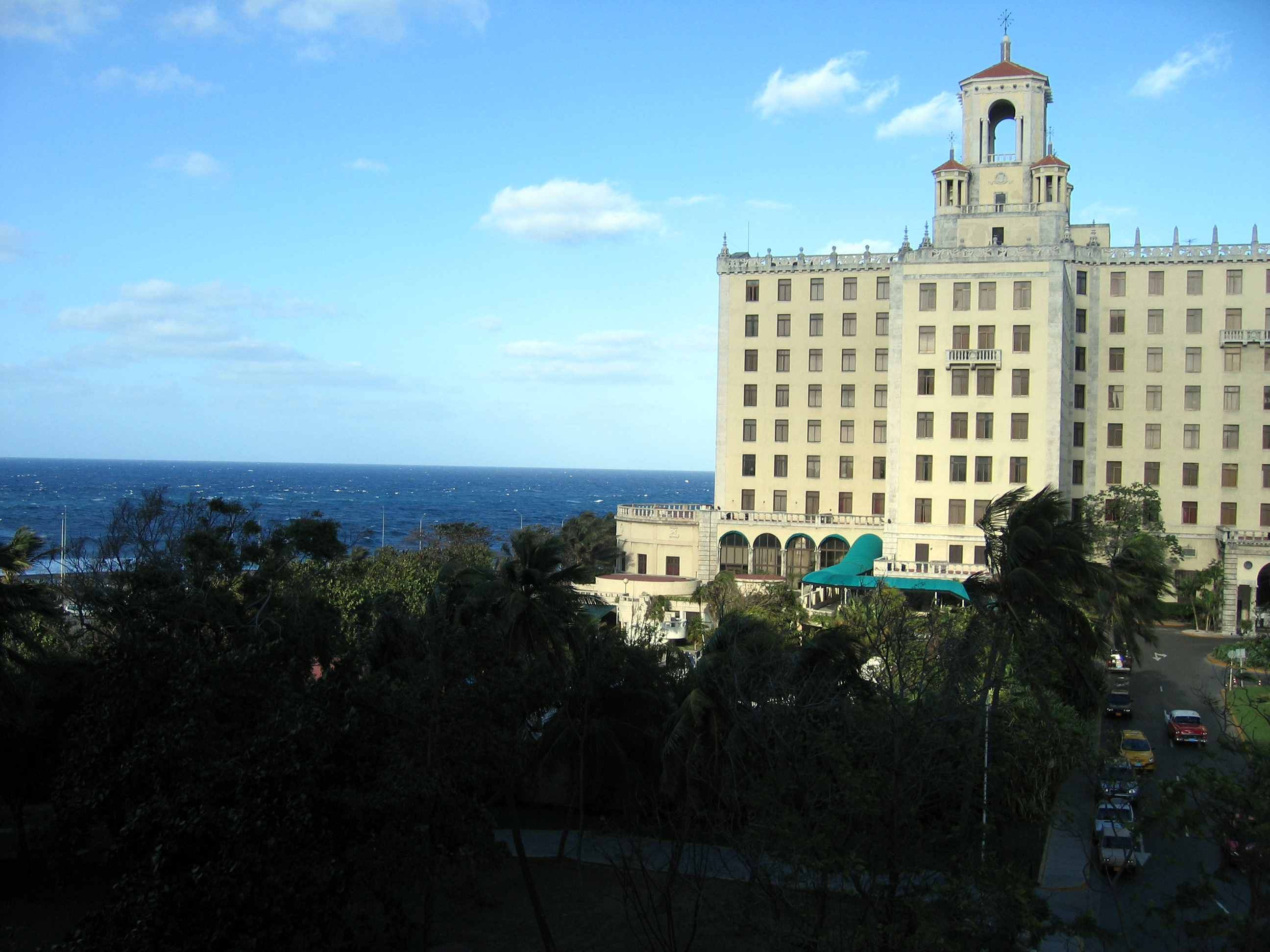
فندق كوبا الوطني في يناير 2006.
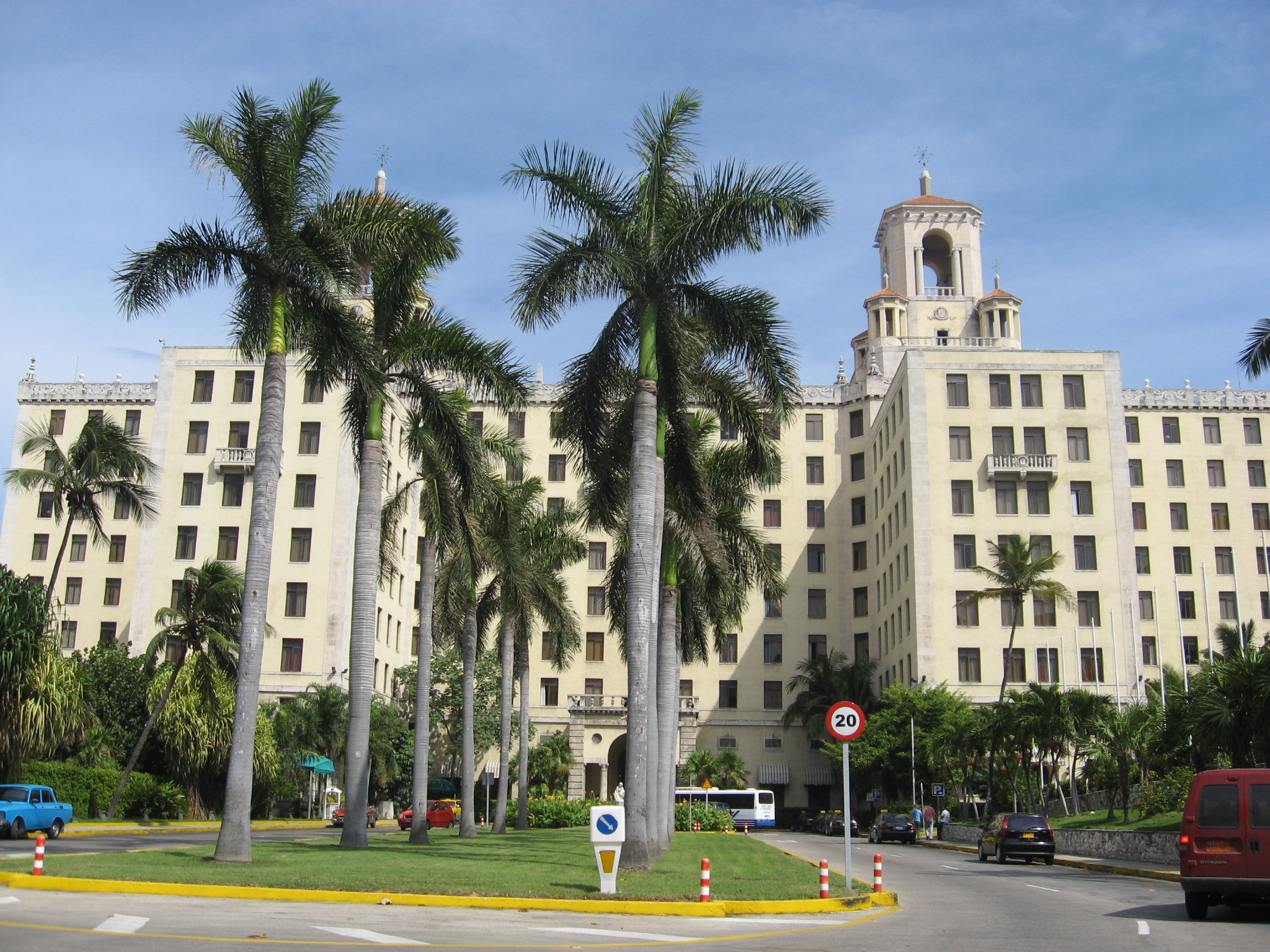
فندق كوبا الوطني في يناير 2008.

## أنظر أيضا
- السياحة في كوبا

## وصلات خارجية
- الموقع الرسمي لفندق كوبا الوطني
- صفحة فندق كوبا الوطني الرسمية على فيسبوك